# エドワード・オブライエン (第14代インチクィン男爵)

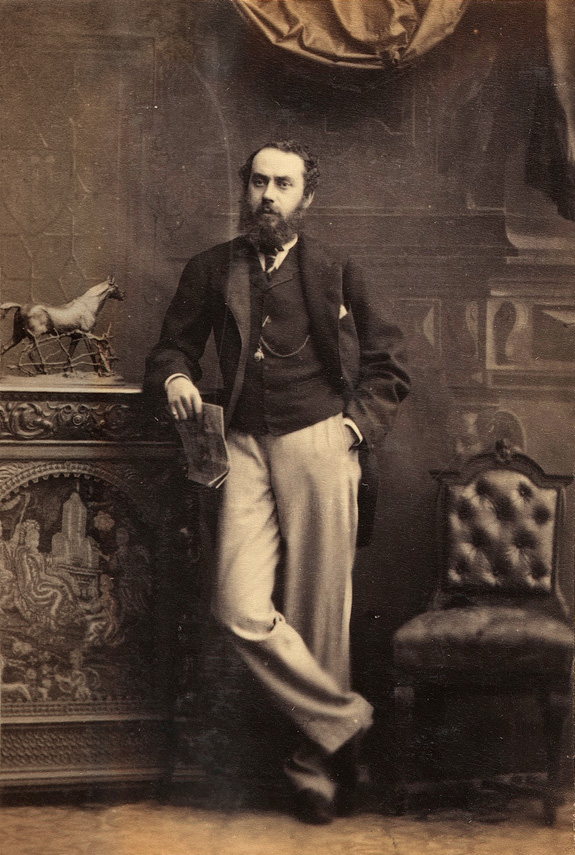
カミーユ・シルヴィによる写真、1865年10月27日撮影。

第14代インチクィン男爵エドワード・ドノー・オブライエン（英語: Edward Donough O'Brien, 14th Baron Inchiquin KP、1839年5月14日 – 1900年4月9日）は、アイルランド貴族。アイルランド貴族代表議員（1873年 – 1900年）、クレア統監（1879年 – 1900年）を務めた。

## 生涯
第13代インチクィン男爵ルーシャス・オブライエンと1人目の妻メアリー（1852年5月26日没、ウィリアム・フィッツジェラルドの長女）の息子として、1839年5月14日にダブリンで生まれた。ダブリンのセント・コロンバス・カレッジに通った後、1857年3月20日にケンブリッジ大学トリニティ・カレッジに入学、1860年にB.A.の学位を修得した。
1862年にクレア県長官を務め、1872年3月22日に父が死去すると、インチクィン男爵位を継承した。1873年4月にアイルランド貴族代表議員に当選、1900年に死去するまで務めた。1879年1月13日にクレア統監に任命され、同じく死去するまで務めた。1892年8月5日、聖パトリック勲章を授与された。
1875年にアイルランド貴族法案を提出して、1800年合同法で定められたアイルランド貴族爵位創設権を廃止しようとした。法案は貴族院で可決され、1876年5月9日に庶民院に回付されたが、会期の終了とともに廃案となった。
1883年時点でクレア県に20,321エーカー、年収11,681ポンド相当の土地を所有した。
1900年4月9日にクレア県のドロモランド城で死去、長男ルーシャス・ウィリアムが爵位を継承した。

## 家族

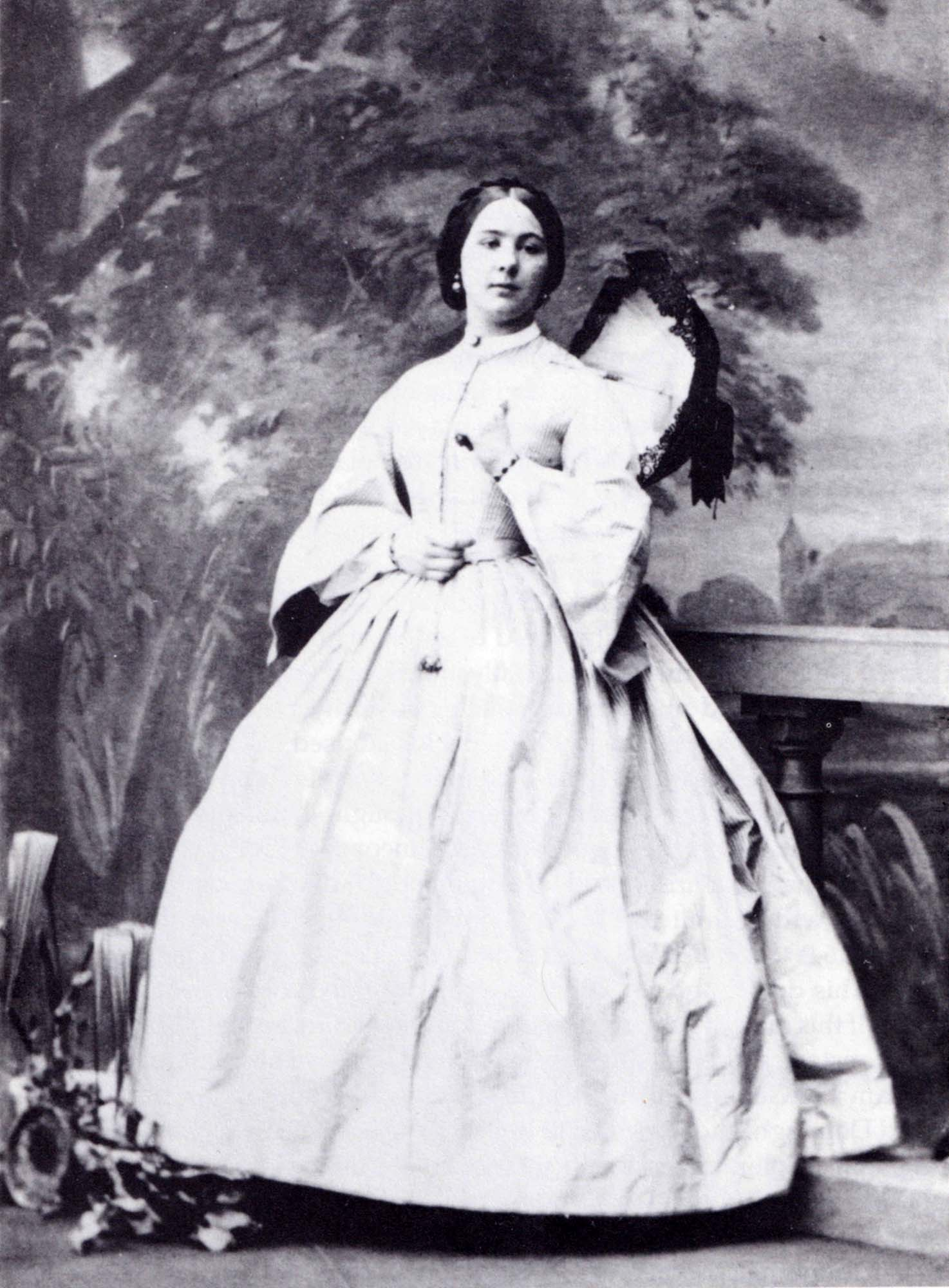
1人目の妻エミリー、1860年ごろ。

1862年8月21日、エミリー・エイコート＝ホームズ（Emily A'Court-Holmes、1842年9月14日 – 1868年1月3日、第2代ヘイツベリー男爵ウィリアム・エイコート＝ホームズの娘）と結婚、3男1女をもうけた。
- ジェラルディン・メアリー（1863年6月16日 – 1951年2月3日） - 1886年6月8日、トマス・ジョージ・スタックプール・マオン（Thomas George Stacpoole Mahon、1906年10月10日没）と結婚。1908年10月21日、ジョン・ブラッド（John Blood、1912年8月25日没）と再婚[6]
- ルーシャス・ウィリアム（1864年6月21日 – 1929年12月9日） - 第15代インチクィン男爵[6]
- マロー（Murrough、1866年11月8日 – 1934年9月6日） - 1906年11月21日、マーグリット・ルイス（Marguerite Lewis、1958年11月6日没、ウィリアム・ルイスの娘）と結婚、子供あり[6]
- エドワード・ドノー（1867年12月28日 – 1943年12月27日） - 1899年4月4日、ベアトリス・メアリー・ヘア（Beatrice Mary Hare、1870年8月16日[7] – 1960年、第3代リストーエル伯爵ウィリアム・ヘア（英語版）の娘）と結婚、子供あり[6]

1874年1月29日、エレン・ハリエット・ホワイト（Ellen Harriet White、1854年9月11日 – 1913年3月2日、第2代アナリー男爵ルーク・ホワイトの娘）と再婚、3男7女をもうけた。
- クレア（1875年1月17日 – 1950年9月21日） - 1904年7月26日、ノエル・アーマー・ロリー＝コリー（Noel Armar Lowry-Corry、1867年12月25日 – 1935年8月23日、アーマー・ヘンリー・ロリー＝コリーの息子）と結婚、子供あり[8]
- モイラ（Moira、1876年4月13日 – 1957年11月20日） - 1901年7月24日、第5代準男爵サー・フレデリック・ハーヴィー＝バサーストと結婚し、子供をもうけたが、1912年に離婚した。1918年9月19日、ジョージ・ラッセル・ペッカム（George Russell Peckham）と再婚した[6]
- アイリーン（Eileen、1877年7月7日 – 1967年3月4日） - 生涯未婚[6]
- モード（Maud、1878年9月19日 – 1956年11月8日） - 生涯未婚[6]
- ドノー（1879年8月29日[5] – 1953年9月23日） - 1914年1月21日、パトリシア・アリス・フェドラ・ダウズウェル（Patricia Alice Fedora Dowdeswell、1926年10月15日没、ジョン・ダウズウェルの娘）と結婚。1928年10月11日、ローズ・アンデス（Rose Andes、1978年6月7日没、エリー・N・アンデスの未亡人）と再婚、子供なし[6]
- ベアトリス（1883年12月23日 – 1976年10月10日） - 1905年3月16日、グリエルモ・マルコーニと結婚、子供をもうけたが、1924年2月12日に離婚した。1924年3月3日、モンテコロナ侯爵（Marquis di Montecorona、1948年1月24日没）と再婚[6]
- ライラ（Lilah、1884年10月18日 – 1968年[9]） - 1914年9月12日、クールソン・チャーチル・フェローズ閣下（Hon. Coulson Churchill Fellowes、1883年2月8日 – 1915年10月22日、第2代ド・ラムジー男爵ウィリアム・フェローズ（英語版）の息子）と結婚、子供あり。1925年3月6日、ノビレ・リッカルド・アッサンティ（Nobile Ricardo Assanti、1957年没）と再婚[10]
- ヘンリー・バーナビー（Henry Barnaby、1887年1月9日 – 1969年1月7日） - 1925年4月23日、ヘレン・ベイリー＝ハミルトン（Helen Baillie-Hamilton、1893年10月10日[11] – 1959年9月17日、ビニング卿ジョージ・ベイリー＝ハミルトン（英語版）の娘）と結婚、子供あり。1964年11月16日、イーディス・スティール（Edith Steele、1996年11月7日没、T・M・スティールの未亡人）と再婚[6]
- ドリーン（Doreen、1888年3月4日 – 1960年6月10日） - 1907年12月21日、リチャード・クック閣下（Hon. Richard Coke、1876年8月20日 – 1964年6月14日、第2代レスター伯爵トマス・クックの息子[12]）と結婚、子供をもうけたが、1927年に離婚した[6]
- デズモンド（1895年5月14日 – 1915年） - 戦死[6]